# Medasina pallidimargo
Medasina pallidimargo là một loài bướm đêm trong họ Geometridae.